# Amaat Foncke
Amaat Albrecht Felix Foncke, né le 3 novembre 1911 à Landegem et y décédé le 15 février 1981 fut un homme politique belge, membre du CVP.
Foncke fut fils d'agriculteurs; il dirigea une coopérative laitière (1929-1940) à Nevele et ensuite les mutualités chrétiennes et l'ACW de Nevele..
Il fut élu conseiller provincial de Flandre-Orientale (1954-63), remplaça Honoré Verhaest, décédé comme sénateur de l'arrondissement de Gand-Eeklo (1963-1965) et fut élu député de Gand-Eeklo (1965-1968).
Il fut décoré des palmes d'Or de l'ordre de la Couronne (1953).

## Sources
- Bio sur ODIS